# HP 620LX
De HP 620LX is een palmtop computer die draait op Windows CE 2.0. Het heeft een CompactFlash type 1 card slot, een PC Card slot, een serial link cable plug, en een infrarood poort.(Dit kan geüpgraded worden tot 32mb. Windows CE 3.0 Computer)
Hij kan internet ontvangen door middel van een modem of door een Ethernet of Wi-Fi kaart. Alleen type 1 PC kaarten zijn ondersteund, en speciale Windows CE drivers zijn nodig.